# Thái Nguyên
Thái Nguyên est la ville principale et la capitale de la province de Thái Nguyên au Viêt Nam.

## Géographie
La ville de Thái Nguyên est en bordure de la rivière Cầu.
Sa superficie est d'environ 189 705 km2.

## Économie
Depuis longtemps, la ville de Thai Nguyen est réputée pour la qualité de son thé vert, la commune de Xinjiang produisant la marque la plus connue.
En 1959, la ville est également devenue le centre d'une industrie métallurgique naissante, avec la création de la Thai Nguyen Iron and Steel Company (TISCO), grâce à ses vastes ressources locales de minerai de fer et de charbon.
La nouvelle usine a produit sa première fonte en novembre 1963. En 2009, elle est passée d'une entreprise à capital entièrement public à une société par actions partiellement privatisée. En 2011, sa production atteignait 230 000 tonnes de fonte brute et 400 000 tonnes de lingots d'acier. Bien que ses usines de production primaire soient situées juste au sud de la ville de Thai Nguyen, elle compte désormais 17 succursales et 6 000 employés, dont 8 autres partiellement affiliées dans 9 provinces du nord. Elle a remporté de nombreux prix nationaux et exporte désormais de l'acier vers le Cambodge, le Canada, l'Indonésie, le Laos et d'autres pays.
Masan Group exploite également une mine de tungstène dans le district de Dai Tu.
Samsung Electronics possède sa plus grande usine de téléphonie mobile à Thai Nguyen, employant plus de 60 000 personnes. L'usine fonctionne depuis 2014 et a une superficie de 100 ha.

Calque d'une carte annamite des environs de Thái Nguyên par Myriem Foncin

## Universités
L'université Thai Nguyen (TNU) est l'un des principaux centres universitaires régionaux du Vietnam, desservant toute la région montagneuse du Nord avec plus de campus que n'importe quelle ville hormis Hanoi et Hô-Chi-Minh-Ville.
TNU assure des enseignements du premier cycle au troisième cycle et des forlztiins professionnelles, ainsi que des services de recherche.

## Transport
Thái Nguyên est desservie par l'autoroute Hanoï–Thai Nguyen () et les routes nationales , , .